# Het Kwaad, All about Evil
Het Kwaad, All about Evil was een grote tentoonstelling die gehouden werd van 18 december 2004 tot 12 september 2005 in het Tropenmuseum in Amsterdam.
Deze tentoonstelling stond bijna negen maanden in de grote centrale lichthal van het museum. Opzet was de gevarieerde en vrijwel universele beeldcultuur van het bovennatuurlijke en aardse kwaad te tonen met voorwerpen uit uiteenlopende tijden en (sub-)culturen. De tentoonstelling was verdeeld in drie grote onderdelen: de oorsprong van het kwaad volgens de grote en lokale (tribale) godsdienstige tradities; het gezicht van het kwaad, waarin verschijnselen en wezens als hel, onderwereld, duivels, demonen, heksen, draken, weerwolven, duivelse verleiders, kwaadaardige dieren maar ook abjecte politieke kopstukken uit heden en verleden aan de orde kwamen, en de omgang met het kwaad waarin onder meer magische bescherming, magische meesters, maar ook processen als demonisering en verkettering werden behandeld. De tentoonstelling illustreerde dit alles met honderden objecten: sculpturen van monsters, demonen en hellewezens, marionetten en wajang-poppen, opgezette dieren, amuletten, spijkerbeelden, symbolen uit de zogenaamde tegencultuur, boosaardige personages uit de wereld van de sciencefiction, posters, film- en geluidsfragmenten. Ook boosdoeners uit de kinderwereld werden niet overgeslagen: heksen met kromme neuzen en boze tovenaars uit sprookjes en strips, een demonisch badeendje en Homer Simpson als een grijnzend rood duiveltje met horens.
De voorwerpen kwamen voor een groot deel uit de collectie van het Tropenmuseum zelf, maar een aantal bruiklenen was afkomstig uit andere musea en verzamelingen zoals het Rijksmuseum van Oudheden en het Rijksmuseum voor Volkenkunde in Leiden, het Wereldmuseum Rotterdam, het Allard Pierson Museum en het Theater Instituut Nederland in Amsterdam, het Mauritshuis in Den Haag, het Koninklijk Museum voor Midden-Afrika in Tervuren en het Museum voor Religieuze Kunst in Uden. Ook de Universiteitsbibliotheek Leiden en het Stripschap leenden manuscripten, tijdschriften en foto's.

## Begeleidende  publicatie
- Faber, Paul, Frans Fontaine, Annemiek Spronk (red.), Het Kwaad, All about Evil. Amsterdam: KIT Publishers, 2004.